# Ulrich Craemer (Architekt)
Ulrich Craemer (* 1919; † 5. April 2009) war ein deutscher Architekt.

## Leben
Ulrich Craemer, bei Kriegsende 26 Jahre alt, promovierte nach dem Studium an der Technischen Hochschule Darmstadt im Jahr 1952 zum Dr.-Ing. 1953 wurde er Bistumsarchitekt des Bistums Trier. 1965 machte er sich mit der Gründung eines Architekturbüros in Trier selbständig. Er wirkte maßgeblich an der städtebaulichen Gestaltung Triers mit (Hauptmarkt, Simeonstraße). Er veröffentlichte Arbeiten zu Baukultur und Denkmalpflege.

## Bauten (Auswahl)
- Kath. Kirche St. Wilhelm in Berlin
- Berufsschule in Trier, Deutschherrenstraße
- Verwaltungszentrum in Daun
- Katholische Kirche St. Peter und Paul, Mülheim-Kärlich (Stadtteil Urmitz-Bahnhof)
- Universität Trier Zentralbibliothek

## Schriften (Auswahl)
- Das Hospital im Mittelalter. In: Das Krankenhaus. Zeitschrift für das gesamte Krankenhauswesen 46, 1954, S. 261–267. 388-392. 429-435.
- Das Hospital als Bautyp des Mittelalters. Kohlhammer, Köln 1963.
- Neue Bauten im Bistum Trier, AWEG-Verl, Stuttgart 1961